# Serjania hebecarpa
Serjania hebecarpa är en kinesträdsväxtart som beskrevs av George Bentham. Serjania hebecarpa ingår i släktet Serjania och familjen kinesträdsväxter. Inga underarter finns listade i Catalogue of Life.